# Хюттикон
Хюттикон (нем. Hüttikon) — коммуна в Швейцарии, в кантоне Цюрих.
Входит в состав округа Дильсдорф. Население составляет 627 человек (на 31 декабря 2007 года). Официальный код — 0087.